# نیمه‌بیابان کوه‌های افغانستان
نیمه‌بیابان کوه‌های افغانستان (انگلیسی: Afghan Mountains semi-desert) بوم‌ناحیه نیمه‌بیابانی کوه‌های افغانستان (ID WWF: PA1301) سه دره داخلی جدا شده در شمال کوه‌های افغانستان را پوشش می‌دهد. این دره‌ها خشک هستند (۲۵۰–۳۰۰ میلی‌متر در سال بارندگی)، و بیشتر از بوته‌های خاردار پوشیده شده‌اند.

## موقعیت
دره‌های این بوم‌ناحیه در امتداد رشته کوه مرکزی افغانستان، کوه بابا، امتداد غربی رشته کوه‌های هندوکش قرار دارد. بخش غربی این بوم‌ناحیه در دره رود هریرود در اطراف شهر چغچران قرار دارد. بخش میانی دره را بامیان در ارتفاع ۲۵۵۰ متری (۸۳۷۰ فوت) پوشش می‌دهد. شرقی‌ترین بخش آن در ولایت بدخشان در دامنه شمالی کوه‌ها در ۱۰۰ کیلومتری شمال جلال‌آباد قرار دارد. محدوده ارتفاع زمین در این کوه‌های نیمه‌بیابانی از ۱۱۵۵ متر تا ۵۴۹۷ متر با میانگین ۲۸۹۷ متر است.

## آب و هوا
آب و هوای این بوم‌ناحیه، قاره‌ای مرطوب است - از نوع تابستان گرم و خشک - (سامانه طبقه‌بندی اقلیمی کوپن)، با اختلاف دمای فصلی زیاد، تابستان گرم، به‌طور میانگین بیش از ۲۲ درجه سانتیگراد (۷۲ درجه فارنهایت) و حداقل چهار ماه به‌طور میانگین بیش از ۱۰ درجه سانتیگراد (۵۰ درجه فارنهایت) است. خشک‌ترین ماه بین آوریل و سپتامبر است در این منطقه بوم‌گردی میانگین بارندگی ۲۵۰–۳۰۰ میلی‌متر در سال است.

## گیاهان و جانوران
پوشش زمین در این بوم‌ناحیه حدود ۲/۳ پوشش علفی و ۱/۳ برهنه و بدون پوششی است. پوشش گیاهی بیشتر درختچه خاردار که ارتفاع آن عموماً کمتر از ۱٫۵ متر است، می‌باشد. در امتداد بستر رودخانه‌های خشک پوشش گیاهی قابل توجهی وجود دارد. فقط ۹۵ گونه مهره‌داران در منطقه ثبت شده است. چرای بیش از حد باعث تخریب پوشش گیاهی علف مانند علف گرمینواید (Graminoids) شده است. گونه‌های مورد علاقه حفاظتی در این منطقه عبارتند از: آرگالی (غرم) تقریباً در معرض خطر، کفتار راه راه تقریباً در معرض خطر و آهوی مشک شکم سفید (آهوی ختن هیمالیا) در معرض خطر.

## مناطق حفاظت شده
کمتر از ۲ درصد از منطقه بوم‌گردی به‌طور رسمی محافظت می‌شود. این مناطق حفاظت شده عبارتند از:
- پارک ملی بند امیر
- پناهگاه حیات وحش دره آجر